# Hey Foxymophandlemama, That's Me
«Hey Foxymophandlemama, That's Me» (conocida también como «Stupid Mop») es una canción del grupo de rock estadounidense Pearl Jam y es la última del álbum Vitalogy. Es la canción más larga del álbum, durando más de 7 minutos. El crítico musical David Browne nombró a la canción como «el corte más perturbador del álbum».
«Hey Foxymophandlemama, That's Me» es en esencia tan solo un conjunto de feedback distorsionados, algo de batería y mezclas distorsionadas y cicladas de voces de pacientes reales de un hospital siquiátrico. La canción está llena de voces raras, resaltando al final la voz de una persona preguntando: «Do you ever think that you would actually kill yourself?», y otra que responde: «Well, if I thought about it, uhh, real deep, yes, I believe I would».
La canción fue grabada después de que el baterista Dave Abbruzzese dejara el grupo. En esta canción aparece por primera vez Jack Irons, aún de manera provisional y solo para esta canción. Stone Gossard y Mike McCready no tocan en ninguna de las grabaciones.